# Kimotsuki
Kimotsuki (Japans: 肝付町, Kimotsuki-chō) is een gemeente in het district Kimotsuki van de Japanse prefectuur Kagoshima. Op 1 november 2009 had de gemeente 17.120 inwoners. De bevolkingsdichtheid bedroeg 55,6 inw./km². De oppervlakte van de gemeente is 308,15 km².Het Uchinoura Space Center bevindt zich op het grondgebied van de gemeente.

## Geschiedenis
- Op 1 april 1889 werden de dorpen Kōyama (高山村, Kōyama-mura) en Uchinoura (内之浦村,Uchinoura-mura) opgericht.
- Op 1 april 1932 kreeg Kōyama het statuut van gemeente (高山町,Kōyama-chō)
- Op 1 oktober 1932 kreeg Uchinoura het statuut van gemeente (内之浦町,Uchinoura-chō)
- Op 1 juli 2005 werden de gemeenten Kōyama en Uchinoura samengevoegd tot de nieuwe gemeente Kimotsuki

## Politiek
Kimotsuki heeft een gemeenteraad die bestaat uit 22 verkozen leden. De burgemeester van Kimotsuki is sinds 2009 Kazuyuki Nagano, een onafhankelijke.
De zetelverdeling van de gemeenteraad (01/05/2006 - 30/04/2010) is als volgt :
| Partij         | Aantal zetels |
| -------------- | ------------- |
| Onafhankelijke | 21            |
| Nieuw-Komeito  | 1             |

## Bezienswaardigheden
- Kimotsuki is bekend voor Yabusame, een Japanse vorm van boogschieten te paard.
- Uchinoura Space Center

## Verkeer

### Luchthaven
De dichtstbijzijnde luchthaven is de Luchthaven Kagoshima in Kirishima en de　Luchthaven Miyazaki in Miyazaki

### Weg

#### Autosnelweg
De Higahsi-Kyushu-autosnelweg is bereikbaar via de oprit in de gemeente Ōsaki. De Kyushu-autosnelweg is bereikbaar via de oprit in Miyakonojō

#### Autoweg
- Autoweg 448,naar Ibusuki of Miyazaki
- Autoweg 220, naar Miyazaki of Kirishima

### Trein
Het dichtstbijzijnde station is het station Shibushi in Shibushi op de Nichinan-lijn van Kyushu Railway Company

### Bus
- Ōsumi Kōtsū Network (大隅交通ネットワーク)

## Aangrenzende steden en gemeenten
- Kanoya
- Higashikushira
- Kinko
- Minamiosumi

## Geboren in Kiyosu
- Susumu Nikaidō (石田芳夫, Nikaidō Susumu ), voormalig Japans minister van de Liberaal-Democratische Partij

## Partnersteden
Kimotsuki heeft sinds 8 november 1987 een stedenband met :
- Ofunato
- Noshiro
- Saku
- Sagamihara (Kanagawa)